# Joies matrimoniales
Pour les articles homonymes, voir Mr. et Mrs. Smith.
Pour plus de détails, voir Fiche technique et Distribution.
Joies matrimoniales (Mr. & Mrs. Smith) est un film américain réalisé par Alfred Hitchcock, sorti en 1941. Il s'agit de la seule véritable comédie réalisée par Sir Alfred Hitchcock.

## Synopsis
Le mariage de David Smith et d'Ann Krausheimer Smith est régi par une suite de règles fixes. Un jour survient cependant une toute nouvelle règle qui pourrait bien compromettre leurs vœux de mariage.

## Fiche technique
- Titre : Joies matrimoniales
- Titre original : Mr. & Mrs. Smith

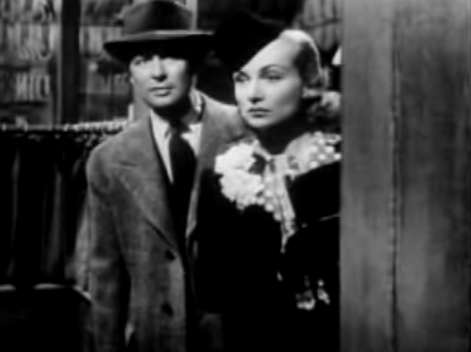
Robert Montgomery et Carole Lombard

- Réalisateur, producteur : Alfred Hitchcock
- Scénaristes : Norman Krasna
- Directeur de la photographie : Harry Stradling Sr.
- Décors : Darrell Silvera
- Direction artistique : Van Nest Polglase, Albert S. D'Agostino
- Costumes : Irene
- Musique : Edward Ward
- Montage : William Hamilton
- Production : RKO
- Pays d'origine :  États-Unis
- Format : 1.33.4/3 (noir & blanc)
- Genre : Comédie de remariage, Romance
- Durée : 95 minutes
- Dates de sortie : 
  - États-Unis : 31 janvier 1941 (première), 20 février 1941 (New York)
  - France : 27 octobre 1944

## Distribution
- Carole Lombard : Ann Krausheimer Smith
- Robert Montgomery : David Smith
- Gene Raymond : Jefferson « Jeff » Custer
- Jack Carson : Chuck Benson
- Philip Merivale : M. Ashley Custer
- Lucile Watson : Mme Custer
- William Tracy : Sammy
- Charles Halton : M. Harry Deever
- Esther Dale : Mme Krausheimer
- Emma Dunn : Martha
- Betty Compson : Gertie
- Patricia Farr : Gloria
- William Edmunds : Propriétaire de Lucy
- Pamela Blake : Lily (Adele Pearce)

Acteurs non crédités :
- Murray Alper : Harold, le chauffeur de taxi
- Francis Compton : M. Flugle
- Robert Emmett Keane : un commerçant

## Autour du film
- Caméo : Alfred Hitchcock croise David Smith joué par Robert Montgomery en face de son immeuble.
- Hitchcock signe là une des seules véritables comédies (avec la comédie burlesque Mais qui a tué Harry ?), puisque, même si des films tels que La Mort aux trousses ou La Main au collet lorgnent du côté de la comédie, ce sont plus des thrillers. Dans le livre Hitchcock/Truffaut, Hitchcock dit que ce n'est que par amitié pour Carole Lombard qu'il accepta de tourner ce film dans un genre pourtant bien loin du sien.
- Le film appartient au genre de la comédie de remariage décrit par Stanley Cavell[1],[2].
- Cliff Stern (joué par Woody Allen) et sa nièce vont voir ce film dans Crimes et Délits.

## Récompenses
Le Red Book Magazine a déclaré ce film la comédie la plus hilarante et explosive de 1942.